# 王麻子
王麻子剪刀是始创于1651年（清朝顺治八年）的一所剪刀铺，因为所售剪刀质量上乘而出名，素有“南有张小泉，中有曹正兴，北有王麻子”之说。其品牌经过多次整合之后，现由北京栎昌王麻子工贸有限公司进行品牌管理。王麻子经中华人民共和国商务部认定颁牌的中华老字号。其传统锻制技艺在2007年被国务院确定为国家级非物质文化遗产。

## 王麻子的生平与传说
王麻子，清代顺治年间人，大号王犟。王犟幼年时在北京南城菜市口“长兴铁铺”当学徒。
坊间相传，一次王犟和铁铺师傅打制出了一批合格的夹钢剪刀，师娘很是高兴，便宰鸡庆祝，不料王犟失手将新打的剪刀掉入热鸡血里，弄得自己满脸都是烫血泡。而后王犟把剪刀捞起来一看，剪刀蓝光闪闪、锋刃极快。此后，他们总结出一套秘方：用夹钢打成剪刀后，用动物血淬火，便能制成上好的剪刀。王犟脸上脱皮后，成了麻子，他的剪刀却因此出名，被人们称为“王麻子剪刀”。坊间有诗赞曰：“刀店传名本姓王，两边更有万同汪。诸公拭目分明认，虎额三横看莫慌。”

## 历史沿革
1651年店铺成立，因对其所售剪刀实行“三看两试”（看外观、看刃口、看剪轴，试剪刃、试手感）的检查工艺而确保售出的剪刀都是质量上乘之作，因而逐渐积累起口碑。潘荣陛在其所著《帝京岁时纪胜》（乾隆二十三年）中，皇都品汇一章中提到：“王麻子，西铁锉三代钢针。”1816年（清嘉庆二十一年），在北京宣外大街135号，王麻子的后人开始经营“三代王麻子”。

民国之后，因竞争激烈出现了多个仿冒品牌，同时因战乱等原因，品牌一度衰落。
1956年初，当时的北京市政府将北京所有刀剪作坊联合在一起，使用“王麻子”商标进行统一管理，1959年，北京市政府在北京市崇文门外大街命名成立王麻子剪刀厂，并注册商标，后来剪刀厂于1964年在昌平县沙河镇建设分厂，并于65年完全迁入。
1995年北京市企业结构调整变动，王麻子剪刀厂与其他4家工厂组成王麻子工贸集团，并在1999年重新在昌平注册为“北京栎昌王麻子工贸有限公司”，以“栎昌王麻子”为品牌进行销售。在2002年5月，王麻子剪刀厂申请破产保护，并于翌年1月正式破产。
另外王麻子工贸集团销售中心在2002年国企改制时，另外成立了北京世纪王麻子刀剪有限公司，以“世纪王麻子”为品牌进行销售。

## 官方网站
- 王麻子刀剪网